# Estación de Montequinto

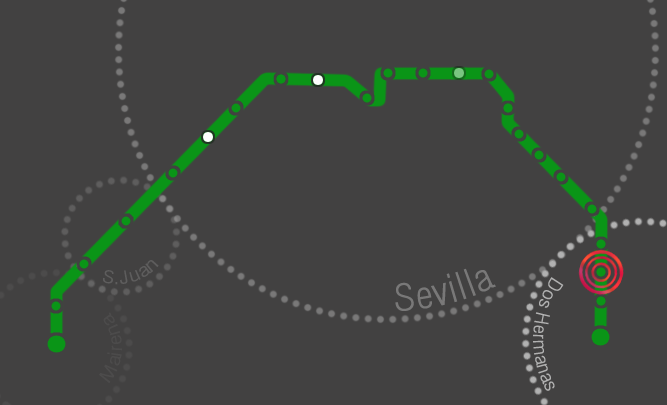
Localización

Montequinto es una de las cuatro estaciones de la Línea 1 del metro dentro del término municipal de Dos Hermanas, está situada en la Avenida de Montequinto en el cruce con la calle Ferrara.
La estación de Montequinto del Metro de Sevilla consta de vestíbulo cubierto en superficie y andén central subterráneo.
Dispone de ascensor para personas de movilidad reducida, escalera mecánica, máquinas expendedoras de títulos de viaje, sistema de evacuación de emergencia y mamparas de seguridad.
La estación quedó inaugurada el día 23 de noviembre de 2009 a las 13:00 horas, tras la conclusión del periodo de dos meses de las pruebas de seguridad que se llevaron a cabo entre las estaciones de Montequinto  y Olivar de Quintos.

## Accesos
- Av. de Montequinto, s/n. (Esquina c/ Ferrara). Dos Hermanas, Sevilla.

## Líneas y correspondencias

### Servicios de metro
| << cabecera | < estación  | línea | estación > | cabecera >>       |
| ----------- | ----------- | ----- | ---------- | ----------------- |
| Ciudad Expo | Condequinto |       | Europa     | Olivar de Quintos |

### Otras conexiones
- Paradas de autobuses interurbanos.